# Temple of Shadows in Concert
Temple of Shadows in Concert è il primo album dal vivo di Edu Falaschi, ex frontman degli Angra, power/speed metal brasiliana.

## Il disco
Il disco è uscito in una doppia veste CD e DVD a fine novembre del 2020 e vede la straordinaria partecipazione della Bachiana Philharmonic Orchestra diretta da João Carlos Martins, oltre agli innumerevoli ospiti tra i quali Kai Hansen e Mike Vescera; della band fanno invece parte l'ex collega Aquiles Priester, che ha condiviso parecchi anni di carriera negli Angra assieme a Falaschi, alla batteria, Fabio Laguna alle tastiere (anch'esso ex turnista e session man per gli Angra) e Raphael Dafras e Diogo Mafra che hanno militato negli Almah.

## Tracce
1. 5th Symphony In Cm – Allegro Con Brio (L. Beethoven)
2. Gate XIII
3. Deus Le Volt
4. Spread Your Fire
5. Angels And Demons
6. Waiting Silence
7. Wishing Well
8. The Temple Of Hate
9. The Shadow Hunter
10. No Pain For The Dead
11. Winds Of Destination
12. Sprouts Of Time
13. Morning Star
14. Late Redemption
15. Planeta Água
16. Violin Concert In Gm – The Four Seasons (Summer) – Presto (A. Vivaldi)
17. Streets Of Florence
18. The Glory Of The Sacred Truth
19. Rebirth
20. In Excelcis
21. Nova Era

## Formazione

### Principale
- Eduardo Falaschi - voce
- Diogo Mafra - chitarra
- Roberto Barros - chitarra
- Raphael Dafras - basso
- Fábio Laguna - tastiere
- Aquiles Priester - batteria, percussioni

### Ospiti
- Kai Hansen (Gamma Ray, Helloween)
- Mike Vescera (ex-Yngwie Malmsteen, ex-LOUDNESS)
- Sabine Edelsbacher (Edenbridge)
- Guilherme Arantes
- Tiago Minero